# Märit Andersson Naef
Astrid Märit Ingegerd Andersson Naef, född Petersson Magnell den 18 april 1940 på Skälby gård i Kalmar, död den 9 februari 2005 i Tyresö, Stockholms län. Hon arbetade för Sveriges Television som regissör, producent, journalist och ljudtekniker. Under 1980-talet utbildade hon sig till leg. psykoterapeut vid C.G. Junginstitutet i Schweiz, och översatte "Jungiansk Ordbok" av Daryl Sharp till svenska 1993. Hon studerade också franska vid Sorbonne.
Hon var syster till Ola Magnell och Gitta Magnell. Märit Andersson Naef är begravd på Tyresö begravningsplats.

## Regi i urval
- 1995 – Poeten som slutade dikta (Porträttfilm om Ragnar Thoursie)